# Bartolomeo Romano
Bartolomeo Romano (Palermo, 29 agosto 1964) è un giurista italiano.

## Biografia
Nato a Palermo nel 1964, ha conseguito la maturità classica con la votazione di sessanta/sessantesimi nel 1983 e si è laureato in giurisprudenza nell'Università degli Studi di Palermo con voto di centodieci e lode nel 1987.
Nel 1990 è divenuto avvocato e nel 1994 ha conseguito il titolo di dottore di ricerca presso l'Università degli Studi di Firenze.
Nel 1995 ha vinto il concorso per ricercatore di diritto penale a Palermo e poi nel 1998 quello di professore associato di diritto penale prendendo nell'Università degli Studi di Bari Aldo Moro.
Dal 2000 è professore ordinario di diritto penale presso il Dipartimento di Giurisprudenza dell'Università di Palermo.

### Incarichi istituzionali
Da luglio 2008 a giugno 2010 è stato Consigliere giuridico del Ministro della Giustizia Angelino Alfano.
Nel 2009 è stato Membro della Commissione di studio per l’elaborazione di uno schema di disegno di legge sul tema “Tutela penale della sicurezza alimentare” istituita presso il Ministero delle politiche agricole, alimentari e forestali.
Il 31 luglio 2010 è stato eletto dal parlamento in seduta comune componente del Consiglio superiore della magistratura con 681 voti in quota PdL per il quadriennio 2010-2014.
Dal 2011 al 2013 è stato Direttore dell'Ufficio Studi e Documentazione del Consiglio superiore della magistratura.
Nel 2015 e nel 2016 è stato componente, su nomina del Ministro della Giustizia Andrea Orlando, della Commissione di studio incaricata di predisporre uno schema di progetto di riforma dell'ordinamento giudiziario.
In occasione dei referendum abrogativi sulla giustizia del 2022, si è fatto promotore delle ragioni del "Sì", entrando a far parte, come Vice presidente, del consiglio direttivo del "Comitato SI per la Libertà, SI per la Giustizia".
Dal febbraio 2023 è Consigliere giuridico del Ministro della Giustizia Carlo Nordio .

### Incarichi accademici
Già Presidente del Corso di laurea in Scienze giuridiche, con sede in Trapani, è stato Consigliere di amministrazione del Consorzio Universitario della Provincia di Trapani.
Da settembre 2006 a febbraio 2009 è stato Presidente del Polo Universitario della Provincia di Agrigento.
Già componente del collegio dei docenti del dottorato in “Diritto comparato” dell’Università degli studi di Palermo, dal 2021 è componente del collegio dei docenti del dottorato in “Diritti umani: evoluzione, tutela e limiti” dell’Università degli studi di Palermo.

### Incarichi scientifici
Con Alfredo Gaito, Mauro Ronco e Giorgio Spangher dirige la Collana Diritto e Procedura Penale, edita da UTET, Torino,
Con Guido Alpa, Gaia Garofalo, e Luca Di Donna dirige la Collana Sanità, Diritto Economia, edita da Pacini Giuridica, Pisa.
Fa parte della Direzione di Penale Diritto e Procedura, del comitato scientifico delle riviste Archivio penale, Cammino Diritto, Legislazione penale, L’Indice penale, Sistema Penale, Il diritto di famiglia e delle persone, del comitato editoriale della rivista Responsabilità medica, e del referee di Cassazione penale.
È membro del Centro Siciliano di Studi sulla Giustizia, del Comitato Scientifico Consultivo dell'''OPCO, del Consiglio Scientifico Regionale dell'ISISC, del Comitato Scientifico della Fondazione Magna Carta, del Comitato Scientifico del Centro Studi dell'Avvocatura Civile Italiana. Coordina il Dipartimento giustizia del Comitato Scientifico della Fondazione Luigi Einaudi Onlus.
È stato membro della Associazione italiana dei Professori di Diritto Penale dal 2011 sino al 2020.
Dal 2014 al 2019 è stato Componente del Consiglio Direttivo del Centro Studi "Aldo Marongiu" dell'Unione delle Camere Penali Italiane.
Dal 2016 è Socio corrispondente dell’Accademia Nazionale di Scienze, Lettere e Arti (con D.M. 13.5.2016 del Ministro dei beni e delle attività culturali e del turismo).
Dall’aprile 2019 è Direttore Scientifico della Scuola Forense “Orazio Campo” della Camera Penale “G. Bellavista” di Palermo, nonché componente il Comitato Scientifico del Corso Nazionale di alta formazione specialistica dell’Unione delle Camere Penali Italiane.

## Opere
- La subornazione. Tra istigazione, corruzione e processo, Milano, 1993, p. 270, nella collana degli Studi di Diritto Penale, diretta dal Prof. Crespi ed edita dalla Casa Editrice Giuffrè (la monografia è stata recensita dal Prof. M. Pisani ne L'Indice penale, 1994, p. 496);
- Il rapporto tra norme penali. Intertemporalità, spazialità, coesistenza, Milano, 1996, p. 360, nella collana degli Studi di Diritto Penale, diretta dal Prof. Crespi ed edita dalla Casa Editrice Giuffrè  (la monografia è stata oggetto di recensione da parte del Prof. M. Maiwald, in Zeitschrift für die gesamte Strafrechtswissenschaft, 1998, p. 260);
- La tutela penale della sfera sessuale. Indagine alla luce delle recenti norme contro la violenza sessuale e contro la pedofilia, Milano, 2000, pp. 302, nella collana degli Studi di Diritto Penale, diretta dal Prof. Crespi ed edita dalla Casa Editrice Giuffrè (la monografia è stata recensita da M.T. Frigerio, in Riv. it. dir. proc. pen., 2000, p. 1556).
- Diritto penale, parte generale, 4ª ed., Milano, 2020;
- Delitti contro l'amministrazione della giustizia, 7ª ed., Milano, 2022;
- Delitti contro la sfera sessuale della persona, 7ª ed., Milano, 2022.

## Divulgazione scientifica
Ha pubblicato numerosi articoli nei quotidiani Il Dubbio, Il Giornale, Libero, Il Giornale di Sicilia.
Ha partecipato in numerose occasioni alla trasmissione "Osservatorio giustizia" su Radio Radicale condotta dalla giornalista Lorena d'Urso.
Da alcuni anni ha una rubrica sulla Rivista Gattopardo.

## Premi
Premio Telamone 2010, "per il notevole impegno nel campo delle Scienze Giuridiche”, nel quadro della XXXIV Rassegna Internazionale Premio Telamone 2010.